# Victor Ezeji
Victor Ezeji, né le 9 juin 1981, est un footballeur international nigérian mesurant 1,76 m. Ex-attaquant et capitaine de l'équipe nigériane des Dolphins, actuellement attaquant à la prestigieuse équipe de la capitale tunisienne, le Club africain.

## Carrière en clubs
1997: A fait ses débuts dans la ligue nigérienne avec les "Port Harcourt side Eagle Cement", et les a aidé pour devenir les champions.
1998: Il joue dans la Champions League avec le Eagle Cement.
2002: Meilleur Buteur de la ligue nigériane avec 16 buts.
2003: Signé par Enyimba pour des honoraires de N1,5 million, et les a aidé pour devenir la première équipe nigériane qui soulève la coupe africaine des champions, bien qu'il ait manqué la finale contre Ismaily en raison d'une jambe blessée. En outre il a gagné le championnat du Nigéria la même saison.
2004: Il a aidé les Dolphins à décrocher le doublé nigérian (ligue et coupe). A été élu le meilleur joueur dans le FA Cup.
2005:  Il décide de faire deux autres saisons avec les dauphins dans la ligue africaine de champions.
2007: Vient de signer un contrat de 3 ans au profit du Club africain et rejoint ainsi son compatriote Junior Osagui
2008: Il rentre au pays en signant pour le Sharks Football Club
2010: Il signe pour l'Enugu Rangers

## Carrière en équipe nationale
2002: Appelé par Godwin Uwua pour les aigles de Nigeria dans des tournois amicaux.
2003: Écarté de l'équipe nationale
2004: Retour en EN et a marqué dans la victoire 3-0 contre l'Égypte en qualification pour les Jeux olympiques 2004 en mars. Était dans la sélection nationale pour la coupe LG, en avril. Capitaine de la sélection du Nigeria en Libye pour la coupe LG, en septembre. Il a été "numéro 10" et a marqué dans le premier match contre la Libye, mais il a manqué le match contre l'Équateur pour cause de blessure.

## Palmarès
- Championnat de Tunisie : 2008